# Villa La Ligne Droite
La villa La Ligne Droite est une demeure située à l'entrée de la presqu'île de Saint-Jean-Cap-Ferrat. Elle s’inscrit dans la lignée des résidences de villégiature, champ d’expérience des grands architectes, faisant de la Côte d'Azur un laboratoire de l’architecture moderne. 
« Sa rectitude justifie son nom mais ce tour de force architectural [...] est un précieux témoignage de l'apparition dans l'architecture de la Côte d'Azur du Mouvement moderne ».

## Historique
La villa La Ligne Droite est l'oeuvre d'un architecte français peu mondain, Jean Bouchet.
Les plans de la maison sont datés du 15 juin 1931 et la construction fut menée par un entrepreneur niçois L. Renault. Elle a été achevée en 1932.
Elle a été réalisée pour Louis Le Sidaner, homme de lettres et critique, fils du peintre post-impressionniste Henri Le Sidaner qui y a peint son tableau « Nuit du Cap Ferrat ». 
Réquisitionnée par l'armée allemande pendant la seconde guerre mondiale du fait de sa position dominante, elle s'en sort sans dommage.
Après un passage entre les mains d'un homme d'affaires belge, le troisième propriétaire, conscient de son intérêt patrimonial, en particulier architectural, a entrepris les démarches en vue de sa protection. 
Elle a d'abord obtenu le label patrimoine XXe siècle par décision de la Commission régionale du patrimoine et des sites (CRPS) du 28 novembre 2000.
Puis la villa et la parcelle qui la porte ont été inscrites, en totalité, à l'inventaire supplémentaire des monuments historiques le 1er mars 2001. 
Enfin, elles ont fait l’objet d’un classement au titre des monuments historiques le 10 décembre 2001.

## La villa
La villa fait immanquablement penser aux recherches contemporaines de Le Corbusier et reprend toutes les caractéristiques du mouvement moderne : 
- blancheur des murs
- toit-terrasse accessible par une grande rampe-escalier extérieure
- choix des matériaux (béton armé, acier, verre)
- armature de poteaux et de poutres permettant report de charges, plans et façades libres
- variété de forme des baies (en bandeaux, verticaux ou horizontaux, en hublots ou sur angle mais à l'origine toujours à barlotières)

S'y ajoute également un clin d’œil à l’architecture navale, à l’image du casino de Saint-Jean-de-Luz de Robert Mallet-Stevens en 1928, on retrouve les ouvertures à l’esthétique de hublot et les terrasses bordées de garde-corps en tube d’acier comme autant de bastingages autour des coursières d’un navire. L'étroitesse de la façade ouest - face à la mer - rappelle l'étrave d'un navire et le grand escalier extérieur, de la terrasse surplombant la rade de Villefranche telle un pavois au toit-solarium, rappelle le pont-promenade d’un paquebot. Au sommet de la maison, un lanterneau a des airs de sémaphore surmonté par une vigie. 
Le traitement de la lumière fait l’objet d’une extrême attention, traduit notamment par :
- l'importance des surfaces vitrées pour cette époque
- un étonnant puits de lumière en entonnoir inversé, prenant jour sur le toit par le lanterneau-belvédère en forme de rotonde et éclairant la maison en son centre
- la suppression des poteaux d'angle dans toutes les pièces nobles
- une grande baie aux dimensions hors-normes sur la façade nord permet d'apporter une lumière constante dans ce qui fut un atelier du peintre Henri Le Sidaner.

Le grand salon s'ouvre sur un long patio rectangulaire - aujourd'hui occupée par une piscine - délimité par une colonnade de béton. Cette référence manifeste au thème du péristyle vient encadrer le magnifique paysage de la rade de Villefranche, non sans rappeler le jardin de la Villa Noailles à Hyères, achevée quelques années plus tôt.
Le haut de la propriété abrite un barbecue-belvédère constitué par une chappe de béton en forme de cercle de 8 mètres de diamètre, supporté par 6 piliers assis sur les fondations d'un ancien moulin. Le moulin, sur la ligne de crête aujourd'hui occupé par le... "Chemin des moulins",  devait servir à la production d'huile d'olive. Une grande partie de la presqu'ile du Cap Ferrat était occupé par des oliveraies jusqu'au XIXe siècle. Le parc de la villa en conserve un héritage vivant avec plus de 30 oliviers centenaires.

## L'architecte
Jean Bouchet est né en 1897. Formé à Paris chez Redon et Tournaire à Paris, il a commencé sa carrière en Île-de-France et était membre de la Société des architectes DPLG. Il est récompensé d'une Médaille d'Honneur au Salon des artistes français de 1922. Il obtient le troisième prix du concours pour l'Hôtel de ville de Puteaux en 1931. Puis il s'installe dans sa ville natale, Grasse, où il réaménage notamment le Parc Palace devenu Hôtel Provençal. 